# La Corda Pazza Edizioni
La Corda Pazza Edizioni è stata una casa editrice italiana. Ha operato a Trento negli anni Novanta.

## Storia
Nel gennaio del 1991, la disegnatrice Flora Graiff e il giornalista Lillo Gullo, coniugi nella vita, fondano a Trento La Corda Pazza, una casa editrice lillipuziana con cui si propongono di pubblicare un libro all'anno a tiratura limitata e numerata, avente quale cifra distintiva la coabitazione paritaria di due autori: uno scrittore e un artista che certificano l'affine sentire apponendo la firma a matita una accanto all'altra nel colophon.
Un altro tocco peculiare di questa casa editrice è l'anacromismo della stampa tipografica, con il testo composto con caratteri mobili Bembo e impresso su carta al tino filigranata della Cartiera Magnani con i torchi a mano dell'Officina Bodoni di Verona.
A tenere a battesimo La Corda Pazza è Rondò della felicità, un racconto
inedito di Gesualdo Bufalino concepito come poscritto e codicillo fantastico di Argo il cieco e illustrato da acqueforti originali di Piero Guccione.
L'ampio risalto con cui l'opera viene accolta dai più importanti quotidiani nazionalie dalle riviste di bibliofiliacontribuisce a dare alla Corda Pazza e alla marca editoriale creata dal pittore Giuseppe Maraniello una discreta notorietà. Ma, in ambito imprenditoriale, più importante della notorietà è far quadrare i conti. Cosa altamente difficile nel segmento editoriale in cui si colloca La Corda Pazza, quello della bibliofilia,una famiglia minoritaria di autori e lettori che lo stesso Bufalino, benché sia scrittore dal largo seguito di pubblico, sente come sua, tant'è che provvede a tesserne l'elogio nel testo anteposto a Rondò della felicità.
I titolari della Corda Pazza si accorgono ben presto che la nicchia di mercato dei libri di pregio soffre di una distorsione congenita dovuta allo sbilanciamento tra il progressivo restringimento del numero di amatori e collezionisti disposti a comprare volumi a caro prezzo e la lievitazione dei costi per l'acquisto della carta e delle lavorazioni in tipografia.

Le prospettive future della Corda Pazza, insomma, si annunciano fosche, e la conferma arriva puntualmente con il secondo titolo pubblicato, Le voci del Trentino di Mario Rigoni Stern con xilografie originali di Remo Wolf.
Sicché, dopo il terzo titolo, L'uva di Domiziano, anche questo a firma di Rigoni Stern e Wolf,Flora Graiff e Lillo Gullo, accertata l'impossibilità di proseguire l'attività editoriale se non in perdita, decidono nel 1994 di chiudere La Corda Pazza, lasciando il compito di custodire la memoria della sua effimera storia alle biblioteche e agli archivi delle fondazioni culturali.